# Friedrich Pentzlin

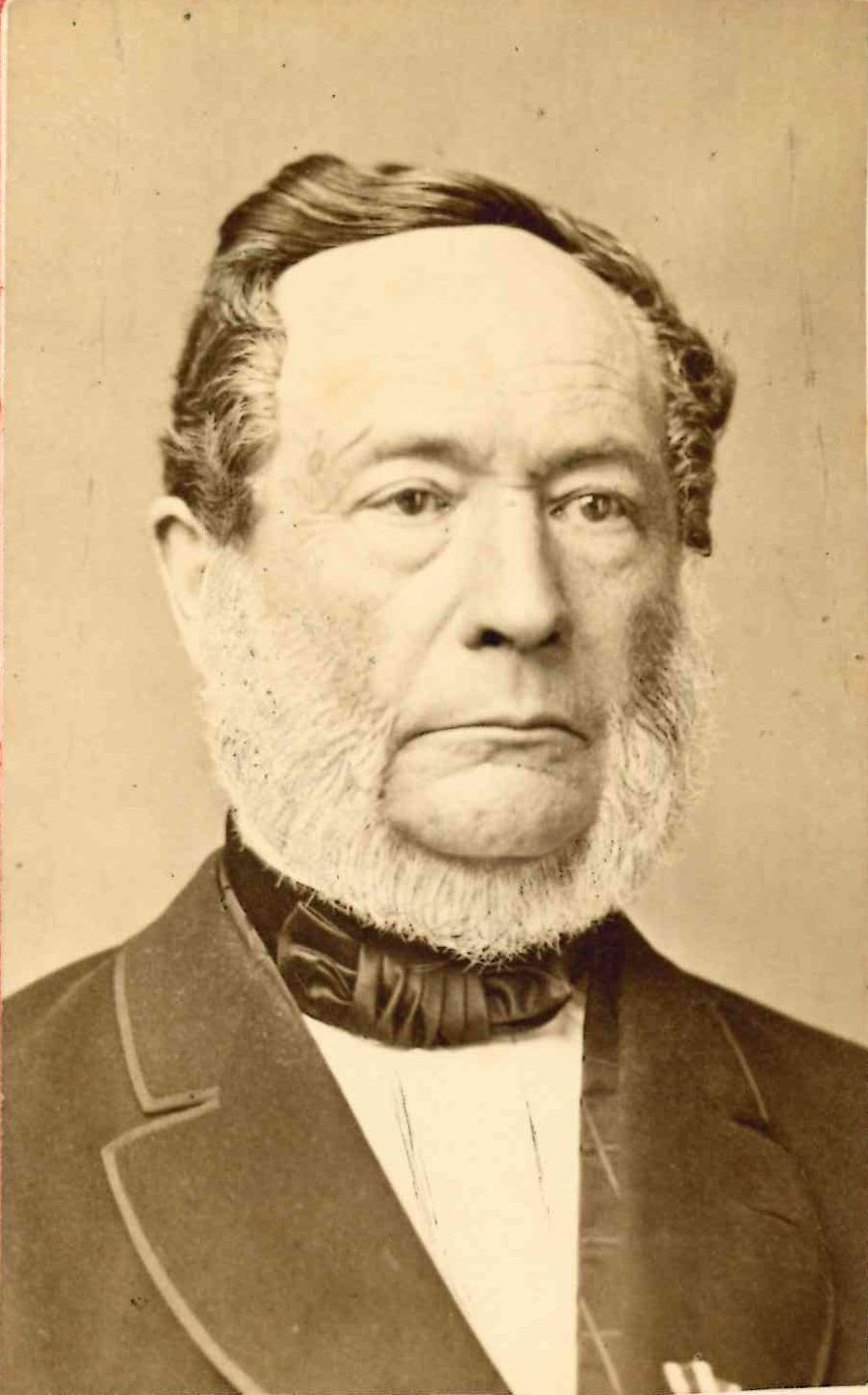
Friedrich Pentzlin (um 1860)

Friedrich Pentzlin (* 5. Juli 1796 in Beidendorf; † 18. März 1870 in Wismar) war ein deutscher Arzt am Stadtkrankenhaus von Wismar, Redakteur „belletristischer Journale“ und Freimaurer.

## Leben
Friedrich Pentzlin wurde im Jahr 1796 auf dem Gut Beidendorf bei Wismar geboren. Sein Vater war der „Erbherr und Lieutnant“ Martin Jakob Pentzlin (1752–1807) – ein ehemaliger Dragoner-Offizier, der auf Java Karriere machte. Seine Mutter war Sophie Friedrike Amtsberg (die Tochter des Pastors Joachim A. (1720–1782) in Kummerow; sein Neffe, Pastor Johann August A., nannte sich „von Amsberg“).
Die Mutter (1754–1797), starb bald nach seiner Geburt; den Vater verlor er als Elfjähriger. So wurde er in Kummerow von seinen pastoralen Verwandten erzogen und sollte eine Kaufmannslehre machen.
Friedrich P. machte als 19-Jähriger den Feldzug gegen Napoleon mit („Befreiungskriege 1813–15“) – als freiwilliger Jäger im Detachement Königin-Dragoner und Sekondeleutnant im 21. Infanterie-Regiment beim Rittmeister (und späteren Erbkämmerer) Freiherr von Eickstedt (sein Vorgesetzter in preußischen Diensten). Nach dem Krieg lernte er in der Mainzer Garnison – im Haus der Baronin von Fechenbach – den Baron und Lebemann Eugen von Vaerst kennen und besuchte ihn oft in Berlin. In Berlin lernte er den Generalarzt Karl von Graefe, den Vater des berühmten Augenarztes Albrecht G. kennen. Friedrich P. blickte damals ratlos in die Zukunft und wusste nicht, was er werden sollte. Gräfe weckte in ihm den Gedanken, Arzt zu werden und so studierte er ab 1822 Medizin und wurde in Greifswald 1825 promoviert. Seine Dissertation widmete er unter anderem seinem Botaniker-Professor Christian Friedrich Hornschuch, in dessen Haus er Adelbert von Chamisso kennenlernte.
Nach seiner Promotion machte er 1826 in Rostock sein Staatsexamen, wurde praktischer Arzt zu Wismar, seit 1826 auch Armenarzt, dann Arzt am Stadtkrankenhaus, großherzoglicher Amtsarzt und Polizeiarzt.
Friedrich Pentzlin heiratete 1829 in Wismar Henriette Sophie Kneser (* 18. März 1804 in Wismar; † 22. Januar 1832 ebd.), die Tochter des Kaufmanns Christoph Martin K. (und der Henriette Rose, Tochter des Senators Christian Rose). Sie starb 1832 im Alter von nur 26 Jahren. Ihre Schwestern Charlotte und Luise Kneser waren verheiratet mit dem Physiker Johann Christian Poggendorff und dem Wismarer Gymnasiallehrer Cäsar Emmanuel Frege (1802–1874; Onkel des Mathematikers Gottlob Frege). Seine zweite Frau war Maria Hennriette Charlotte Anders (* Wismar 18. Juni 1805, * Wismar 4. Dezember 1882), die Tochter des Kommerzienrats Johann Heinrich A. und der Christine, geb. Schultesius.
Angeregt aus seiner Mainzer und Greifswalder Zeit betätigte sich Friedrich Pentzlin auch schriftstellerisch. Er redigierte die in Wismar erschienenen Baltischen Blüthen für Geist und Herz (1836/37), sodann die Deutschen Blätter, die mit einem Literatur- und Korrespondenzblatt versehen waren. Seine Streitschrift Molierus redivivus. Ein Sendschreiben an Herrn Doctor Krüger-Hansen in Güstrow, in der er sich mit Bogislav Conrad Krüger-Hansen auseinandersetzte, schrieb er 1836.
Friedrich Pentzlin war ein Freimaurer der Loge „Zur Vaterlandsliebe“ in Wismar. Nach langer Krankheit von Medizinalrat Friedrich Crull wurde 1848 der bisherige 1. Aufseher, Dr. med. Pentzlin, zum Meister vom Stuhl gewählt.
Sein Sohn aus zweiter Ehe, Julius Pentzlin (* 26. Juni 1837 in Wismar; † 13. März 1917 Hagenow), wurde Theologe. Er war zunächst Lehrer in Parchim und Teterow, dann Pastor, Präpositus mit dem Titel Kirchenrat in Hagenow.

## Schriften (Auswahl)
- Dissertatio inauguralis medica de contagione homines inter et animalia. Kunike, Greifswald 1825 (Digitalisat; Dissertation, Universität Greifswald, 1825).
- Molierus redivivus. Ein Sendschreiben an Herrn Doctor Krüger-Hansen in Güstrow. Hirschwald, Berlin 1836 (Digitalisat).
- Baltische Blüthen für Geist und Herz (Wismar 1836/37), sodann die Deutschen Blätter (1838)